# 弗雷德·霍伊尔

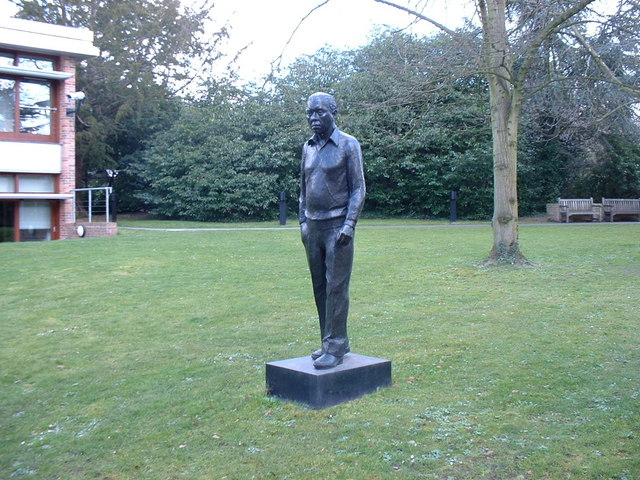
弗雷德·霍伊尔雕像

弗雷德·霍伊尔爵士，FRS（英語：Sir Fred Hoyle，1915年6月24日—2001年8月20日），英国天体物理学家。他是最早將恆星核合成過程理論化的物理學者之一。

## 生平
出生於约克郡宾利，青年时期的霍伊尔思维独特，藐视各种规章制度。在当地文法学校畢业后，霍伊尔进入了剑桥大学伊曼努埃尔学院学习。1936年毕业后攻读硕士研究生，1939年成为剑桥大学圣约翰学院的特别研究生，同年获得硕士学位。当时他已经具备获得博士学位的必要条件，但他从未有這念頭。第二次世界大战爆发后，霍伊尔被征入海军部研制雷达。1945年霍伊尔獲聘为剑桥大学的数学讲师。1957年当选英国皇家学会会员。1958年担任天文及实验哲学普鲁明教授。1967年霍伊尔创建了剑桥大学的理论天文研究所，并成为首任所长。1970年霍伊尔担任英国皇家学会副会长1971年至1973年担任英國皇家天文學會会长。1972年獲封爵士。次年，與校方維持长期的紧张关系，霍伊尔遂辞去剑桥大学的一切职务，成为独立科学家。

## 理論貢獻
霍伊尔的研究领域非常广泛，除了天体物理学和宇宙学之外，霍伊尔还在巨石阵用途、核能利用、以及冰河时期的相关领域进行过研究。他还写下多部学术专著、科普读物、科幻小说、电视连续剧，以及一部自传。霍伊尔的许多研究成果不符合被认为是正统的学术观点。尽管如此，他仍然被认为是20世纪有影响力的科学家之一。

### 恆星核合成
1946年，霍伊尔提出了太阳系起源的新理论，认为太阳原本是双星，太阳的伴星瓦解后形成了行星。1957年，霍伊尔和伯比奇夫妇（傑佛瑞·伯比奇和瑪格麗特·伯比奇）、威廉·福勒四人提出了元素合成理论，即著名的B2FH理论。1983年诺贝尔物理学奖授予了福勒，未授予霍伊尔，不少人认为这和霍伊尔與一些机构关系紧张有关。1967年，霍伊尔同福勒和瓦戈纳一起以大爆炸理论阐明了轻元素的起源问题。

### 穩態理論
1948年，霍伊尔同汤米·戈尔德和赫尔曼·邦迪一起创立了稳恒态宇宙模型。1960年代，越来越多的证据令大爆炸宇宙模型為人们广泛接受，然而霍伊尔一直坚持自己的稳恒态宇宙模型。英文“大爆炸”一词最初就是1949年霍伊尔在BBC的一次广播节目中首先使用的，本意是嘲笑大爆炸模型。在他看来，大爆炸模型最初的“奇点”难以令人接受。
1960年代，霍伊尔和贾扬特·纳利卡合作，一同提出了稳恒态模型的新版本，加入了局部的快速膨胀区域，并且得出万有引力常数随时间减小、地球在膨胀的结论。

### 生命起源
1970年代，霍伊尔离开剑桥大学后，同昌德拉·魏克拉马辛格合作，提出星际物质中存在生命所必需的复杂分子。他们认为，生命最早可能是在太空中出现的，地球上生命可能来源于进入太阳系内区的彗星携带的有机分子。这个学说是一个自提出以來广受争议的话题，1990年代以后发现了一些支持該学说的证据。

## 榮譽
为纪念这位天文学家，小行星8077以他的名字“霍伊尔”命名。

## 参阅
- 稳恒态宇宙模型
- B2FH理论